# Раск, Гертруда

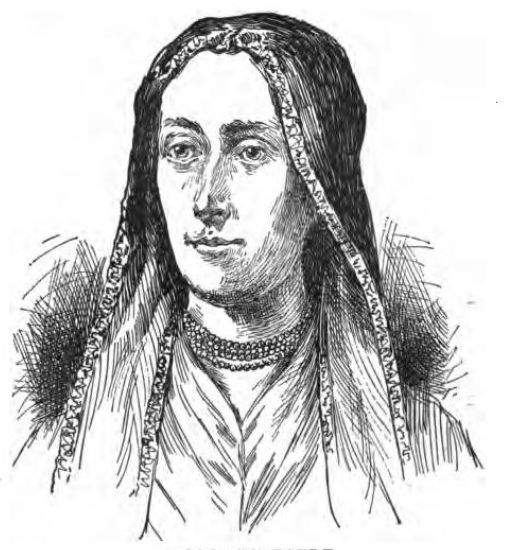
Гертруда Раск Эгеде

Гертруда Раск (норв. Gjertrud Rasch; 1673 — 21 декабря 1735) — первая жена Ханса Эгеде, датско-норвежского миссионера в Гренландии, и мать Пауля Эгеде, миссионера и переводчика.

## Жизнь в Норвегии
Гертруда Раск (в приходской книге она была записана как Гертруда Нильсдаттер Раск) родилась в Квёйа, (Тромс, Норвегия), будучи третьим из шести детей Нильса Нильсена Раска (1641—1704) и Нилле Нильсдаттер (ум. 1716). Она выросла в суровом климате северной Норвегии, и ей было 34 года, когда она вышла замуж за Ханса Эгеде, 21-летнего пастора Вогана на Лофотенских островах. У них было четверо детей: Пауль (1709—1789), Нильс Эгеде (1710—1782), Кирстин Маттеа (1715—1786) и Петронелла (1716—1805).
Решимость её мужа основать миссию в Гренландии стала твёрдой не позднее 1710 года. Гертруда Раск сначала решительно сопротивлялась его плану, но в конце концов подчинилась его воле, после того как он пообещал не ехать в Гренландию без неё.

## Миссия в Гренландии
В 1718 году супруги с детьми перебрались в Берген, откуда — по окончании Северной войны — 12 мая 1721 года они отплыли в Гренландию, 3 июля прибыв на реку Баал (современный Нууп Кангерлуа) на юго-западном побережье острова. «Колония надежды» (Haabets Koloni) была основана на острове Кангек в устье фьорда. Остатки дома, где семья жила вместе с (первоначально) около 25 другими людьми, сохранились до нынешнего времени. Поселение было перенесено на материк и переименован в Готхоб королевским губернатором Клаусом Порссом в 1728 году.
Несмотря на свою сильную склонность к пиетизму, Гертруда поддерживала миссионерскую деятельность своего мужа среди инуитов, работая для них медсестрой. В 1733 году прибыли моравские миссионеры Кристиан Стах, Матиас Стах и Христиан Давид, которые основали поселение, носившее сначала название Новый Хернхут, а затем — Нуук. Однако вместе с ними был и один из новообращённых Гансом Эгеде детей, который был отправлен в Данию для участия в празднествах по случаю коронации Кристиана VI: этот ребёнок заразился оспой и передал эту болезнь беззащитным по отношению к ней инуитам, тысячи из которых умерли в течение следующих двух лет. Гертруда Эгеде ухаживала за больными, но в конце концов умерла от этой болезни сама в 1735 году.
В 1736 году её муж оставил остров на попечение своего сына Пауля и забрал её тело в Данию для погребения в церкви Святого Николая в Копенгагене (ныне Кунстхаллен Николай), где и сам Эгеде был похоронен после своей смерти в 1758 году.

## Признание
В честь Гертруды Раск были названы дороги в Гренландии и Дании, церковь в Какортоке (тогда известная как Юлианехоб), детский дом и ресторан в Нууке.
Ледокольный пароход «Гертруда Раск» был спущен на воду в датском городе Наксков в 1923 году. 47-метровое судно использовалось для гренландской торговли и для нескольких исследовательских плаваний из Копенгагена в Гренландию, но затонуло у берегов Новой Шотландии в 1942 году.